# Tercera División de España (Grupo XVI)
El Grupo XVI de Tercera División española de fútbol fue el grupo autonómico para la comunidad de La Rioja de dicha categoría; constituía el cuarto nivel de competición del sistema nacional. Estuvo organizada por la Federación Riojana de Fútbol.
El Racing Rioja C. F. fue el último campeón del Grupo XVI de la extinta Tercera División.
Fue sustituido en 2021 por el Grupo XVI de la Tercera División RFEF, quinto nivel del Sistema de ligas de fútbol de España.

## Historia
Su origen está relacionado con la reorganización de la Tercera División por comunidades autónomas.
Fue en la temporada 1986-87 cuando hubo una gran reestructuración de la categoría creándose un único grupo, conocido como Grupo XV, para los equipos de Navarra y La Rioja junto con el C. D. Mirandés, perteneciente entonces a la recién creada Federación Riojana de Fútbol.
Las dos federaciones compartieron grupo hasta la temporada 2003-04, cuando se crearon dos subgrupos: Grupo XVa para la Federación Navarra de Fútbol y Grupo XVb para la Riojana.
Es en la temporada 2006-07 cuando los subgrupos se dividen definitivamente, quedando el Grupo XV exclusivamente para los conjuntos navarros y pasando a ser conocido como Grupo XVI el destinado a los equipos de la Federación Riojana de Fútbol.

## Palmarés del grupo XVI
| Temporada | Campeón                 | Subcampeón              | Tercero           | Cuarto                 |
| --------- | ----------------------- | ----------------------- | ----------------- | ---------------------- |
| 2004-05*  | C.D. Calahorra          | A.D. Fundación Logroñés | C.D. Logroñés     | C.D. Varea             |
| 2005-06*  | A.D. Fundación Logroñés | C.D. Logroñés           | Haro Deportivo    | C.D. Calahorra         |
| 2006-07   | Haro Deportivo          | A.D. Fundación Logroñés | C.D. Calahorra    | C.D. Anguiano          |
| 2007-08   | C.D. Alfaro             | C.D. Anguiano           | Haro Deportivo    | C.D. Calahorra         |
| 2008-09   | C.D. Varea              | Haro Deportivo          | C.D. Anguiano     | C.D. Calahorra         |
| 2009-10   | S.D. Oyonesa            | C.D. Alfaro             | Haro Deportivo    | C.D. Anguiano          |
| 2010-11   | Náxara C.D.             | S.D. Logroñés           | C.D. Anguiano     | Haro Deportivo         |
| 2011-12   | S.D. Logroñés           | C.D. Alfaro             | Haro Deportivo    | C.D. Varea             |
| 2012-13   | Haro Deportivo          | C.D. Alfaro             | C.D. Calahorra    | C.D. Varea             |
| 2013-14   | C.D. Varea              | Haro Deportivo          | C.D. Anguiano     | Náxara C.D.            |
| 2014-15   | C.D. Varea              | C.D. Calahorra          | S.D. Logroñés     | Haro Deportivo         |
| 2015-16   | C.D. Calahorra          | S.D. Logroñés           | Haro Deportivo    | Náxara C.D.            |
| 2016-17   | C.D. Calahorra          | Náxara C.D.             | S.D. Logroñés     | C.D. Anguiano          |
| 2017-18   | C.D. Calahorra          | S.D. Logroñés           | Náxara C.D.       | Haro Deportivo         |
| 2018-19   | Haro Deportivo          | S.D. Logroñés           | Náxara C.D.       | U.D. Logroñés Promesas |
| 2019-20   | S.D. Logroñés           | C.D. Varea              | Casalarreina C.F. | C.D. Arnedo            |
| 2020-21   | Racing Rioja C.F.       | Náxara C.D.             | C.D. Alfaro       | U.D. Logroñés "B"      |

* Con la denominación de Grupo XVb

## Resumen de palmarés
|   | Equipo                                                                                 | Títulos |
| - | -------------------------------------------------------------------------------------- | ------- |
| 1 | C. D. Calahorra                                                                        | 4       |
| 2 | C. Haro Deportivo; C.D. Varea                                                          | 3       |
| 3 | S.D. Logroñés                                                                          | 2       |
| 4 | A. D. Fundación Logroñés; C. D. Alfaro; S. D. Oyonesa; Náxara C. D.; Racing Rioja C.F. | 1       |